# Zaak-Asia Bibi
De zaak-Asia Bibi betreft de terdoodveroordeling in 2010 van de Pakistaanse christen Aasiya Noreen, beter bekend als Asia Bibi, op beschuldiging van blasfemie tegen Mohammed. In 2018 werd zij vrijgesproken door het Pakistaanse hooggerechtshof.

## Achtergrond

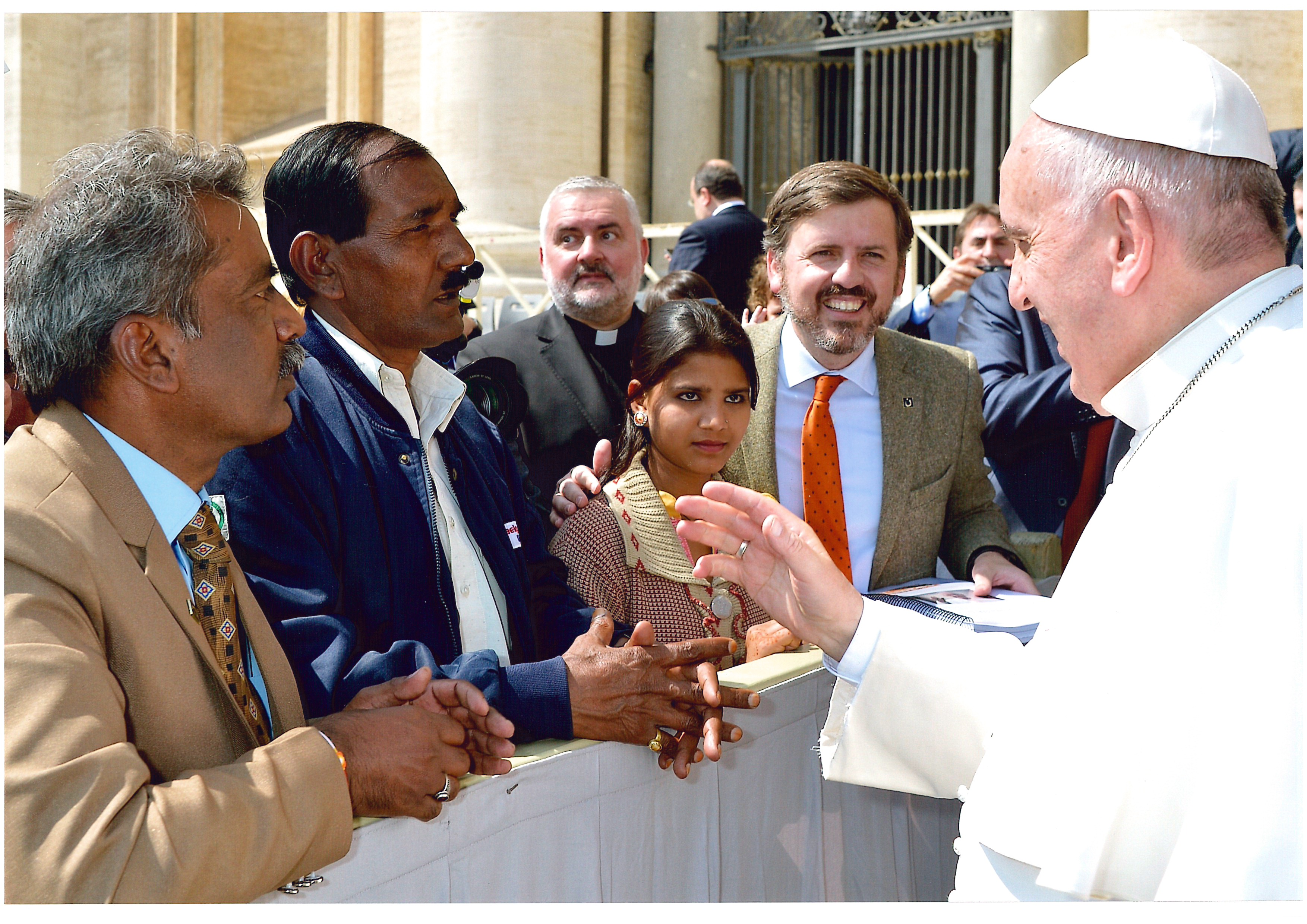
Paus Franciscus ontvangt de echtgenoot en een dochter van Asia Bibi in het Vaticaan, april 2015

De katholieke Asia Bibi komt uit het dorp Ittanwali in het oosten van de Pakistaanse provincie Punjab. Zij kwam in 2009 in het nieuws nadat ze vanwege haar geloof gevangen was gezet. Een aantal moslimvrouwen weigerde op 19 juni 2009 water van haar aan te nemen omdat het door een christen aangeraakt was en daardoor onrein zou zijn. Bibi zou hierop hebben gezegd: Ik geloof in mijn religie en in Jezus Christus, die voor de zonden van de mensheid aan het kruis stierf. Wat deed jullie profeet Mohammed ooit om de mensheid te redden? Een moslimgeestelijke doet aangifte en na de ruzie die ontstond vielen de vrouwen haar aan, maakten haar gezicht zwart en wilden haar op een ezel door het dorp laten rijden. De politie was echter inmiddels gearriveerd en Bibi werd in hechtenis genomen. Asia Bibi verklaarde later dat er al eerder spanningen waren geweest omdat de vrouwen haar trachtten te bekeren tot de islam.

## Vervolging en doodsvonnis
Maulana Yousef Qureshi, een vooraanstaande imam uit Pesjawar, loofde in 2010 een beloning van omgerekend 4500 euro uit voor degene die Bibi om zou brengen. Op grond van de Pakistaanse blasfemiewet werd Bibi op 11 november 2010 ter dood veroordeeld. Ze zou de profeet Mohammed beledigd hebben. De gouverneur van Punjab, Salmaan Taseer, was een groot tegenstander van de genoemde blasfemiewet. Hij werd in januari 2011 vermoord door een van zijn eigen lijfwachten. Twee maanden later werd ook de katholieke minister van Religieuze Minderheden, Shahbaz Bhatti, vermoord wegens zijn pleidooi om de blasfemiewet te versoepelen. In oktober 2011 kwamen berichten naar buiten over de omstandigheden waarin Bibi gevangen werd gehouden. Er werd gesproken over slechte behandeling en ook mishandeling. Bibi tekende hoger beroep aan. De behandeling daarvan werd reeds vijf keer uitgesteld. Op 16 oktober 2014 werd het doodvonnis bevestigd door het gerechtshof in Lahore. Bibi's advocaten kondigden aan haar zaak naar het Pakistaanse hooggerechtshof te zullen brengen. Eind mei 2015 werd gemeld dat Bibi 'ernstig ziek' was. Op 22 juli 2015 werd het doodvonnis tegen Bibi door het hooggerechtshof opgeschort. Later werd weer herstel van haar gezondheid gemeld.

## Vrijspraak en verdere ontwikkelingen
Op 31 oktober 2018 sprak de hoogste rechter in Pakistan Bibi vrij. Hierop ontstonden in grote delen van het land felle protesten, georganiseerd door onder meer de islamistische partij TLP. Er werd een petitie opgezet waarin werd geëist dat Bibi in Pakistan zou blijven en alsnog opgehangen zou worden. De Pakistaanse overheid sloot een akkoord waarin werd toegezegd dat Bibi inderdaad in Pakistan bleef. De advocaat van Asia Bibi ontvluchtte het land omdat hij niet zeker was van zijn leven. Hij kwam in Nederland terecht. Bibi zelf verbleef tijdens de uitspraak op een onbekende locatie.
Op 7 november werd via haar advocaat gemeld dat Asia Bibi uit de gevangenis in Multan was vrijgelaten. Ze werd naar een beveiligde locatie in Islamabad overgebracht. Canada onderhandelde met de regering in Pakistan over een mogelijk asiel voor Bibi en haar gezin. Ook in andere landen, waaronder Nederland en Duitsland, werden pleidooien gehouden om haar asiel te verlenen. Na haar vrijlating begonnen moslimextremisten met een klopjacht op zowel Bibi als haar gezin.
Op 29 januari 2019 werd haar vrijspraak bevestigd door het hoogste Pakistaanse gerechtshof, waardoor het Asia Bibi vrij stond om Pakistan te verlaten. Hier kwam het echter lange tijd niet van. Op 8 mei 2019 meldde haar advocaat dat Asia Bibi het land had verlaten en in Canada was aangekomen. Haar vertrek werd bevestigd door de Pakistaanse autoriteiten.

## Internationale aandacht en steun
De zaak van Bibi heeft internationaal veel aandacht getrokken. Organisaties en politieke partijen wereldwijd hebben steun aan de Pakistaanse vrouw betuigd. In maart 2015 besloot de gemeenteraad van Parijs op voordracht van burgemeester Anne Hidalgo om Bibi het ereburgerschap van de Franse hoofdstad te verlenen.